# John Silén
John Fredrik Silén (Helsinque, 19 de junho de 1869 — 3 de outubro de 1949) foi um velejador finlandês, medalhista olímpico. Ele competiu nos Jogos Olímpicos de Verão de 1912 na classe 12 Metre e conquistou a medalha de bronze na disputa a bordo do Heatherbell com Ernst Krogius, Max Alfthan, Pekka Hartvall, Jarl Hulldén, Eino Sandelin e Sigurd Juslén.
Silén estudou economia na Alemanha na década de 1890 e trabalhou por 29 anos como auditor do Nordic Union Bank. Além de velejar, Silén era patinadora no gelo e representou a Finlândia no Congresso da União Internacional de Patinação em Budapeste em 1913.